# Benthamiella nordenskioldii
Benthamiella nordenskioldii är en potatisväxtart som beskrevs av P. Dusen och Nicholas Edward Brown. Benthamiella nordenskioldii ingår i släktet Benthamiella och familjen potatisväxter. Inga underarter finns listade i Catalogue of Life.